# Pavel Stepanovitch Oussov
Pavel Stepanovitch Oussov (1828-1888) est un journaliste russe qui a dirigé plusieurs publications

## Biographie
Pavel Stepanovitch Oussov était le fils d'un professeur de sciences agricoles à l'Université de Saint-Pétersbourg, qui publiait un hebdomadaire, L'agriculture et la vraie science. Parlant plusieurs langues, il a fait long séjour en Angleterre, où il travaillé dans l'hôtellerie, avant de revenir en Russie travailler comme journaliste.
Vers la fin de l'année 1856, il est adjoint à la rédaction en chef d'un journal politique et littéraire, L'Abeille du nord, fondé par l'écrivain conservateur Faddeï Boulgarine en 1825. Il a alors demandé à Louis Schneider, correspondant à Berlin de L'Abeille du nord, de  « conclure un accord » avec l'agence de presse allemande Wolff, le Sankt-Peterburgskie Vedomosti (ru) et le Journal de Saint-Pétersbourg souhaitaient publier des actualités étrangères sous la forme de télégrammes. 
Il a ensuite créée en février 1857 Posrednik un nouveau journal, qui sera quotidien deux mois plus tard, publie des articles sur la science, l'agriculture et la pêche. À l'été 1857, il rencontre le fondateur de l'agence de presse Reuters avec qui il signe le 23 août 1857 un contrat d'approvisionnement en nouvelles télégraphiques, car son quotidien publie des cours des matières premières en provenance des marchés russes et étrangers ainsi que les cours de plusieurs marchés boursiers. 
En 1860, Pavel Stepanovitch Oussov devient directeur de la publication de l'autre journal auquel il collaborait, L'Abeille du nord. Grâce au succès commercial de Posrednik, il pourra en devenir propriétaire en 1861, en rachetant ses parts à Faddeï Boulgarine. Il en fait ensuite un brillant quotidien, et parvient à effacer la réputation de servilité au tsar de son prédécesseur. Les deux journaux ont disparu en 1864, à la suite de difficultés financières.